# Al-Qusair
Al-Qusair (arabisch القصير al-Qusayr, DMG al-Quṣair ‚kleine Burg‘), auch El Quseir, Qseir und Kosseir (altägyptisch Tjaou, Tjau, Tschaou, Tschau), ist eine etwa 5.000 Jahre alte ägyptische Stadt am Roten Meer.
Sie liegt 130 km südlich von Hurghada, 103 km nördlich von Marsa Alam und 73 km nördlich des 2001 eröffneten internationalen Flughafens Marsa Alam. Die Stadt hat 24.344 Einwohner, und der Bezirk (markaz) 32.929 (Stand Volkszählung 11. November 2006), darunter auch angesiedelte Ababda.

## Geschichte
In altägyptischer Zeit war Qusair als Tjaou bekannt und lag im 16. oberägyptischen Gau Mahedj. Der Ort lag am Ende des alten Karawanenweges, der das im Niltal gelegene Koptos über die Strecke durch das Wadi Hammamat mit dem Roten Meer verband. Der ptolemäische Name Thaghos war lange umstritten, meist wurde Qusair als Leukos oder Leukos Limen („weiße/r Hafen/-stadt“, lateinisch Portus Albus) identifiziert. 1994 fanden jedoch französische Forscher bei Ausgrabungen in Zerqa an der Straße von al-Qusair nach Kuft im Niltal Ostraka (Tonscherben) mit dem Namen Myos Hormos.
Der antike und mittelalterliche Hafen liegt in Alt-Qusair (Qusair al-qadim), ca. 6 km nördlich vom heutigen Qusair. Ausgrabungen begannen hier 1999. Ein Papyrus vom 25. März 93 n. Chr. nennt „Myos Hormos am Erythräischen Meer“ und damit vermutlich den Fundort selbst. Ein Kinderbuch erzählt die Geschichte des römischen und mittelalterlichen Qusair. In Altertum war Tjaou bzw. Myos Hormos ein wichtiger Hafen, von dem aus die alten Ägypter u. a. zu dem Land Punt reisten, um Elfenbein, Myrrhe und Weihrauch zu kaufen (Punt wird von den Historikern am Horn von Afrika im heutigen Eritrea oder Somalia verortet).
In islamischer Zeit erhielt die Stadt ihren heutigen Namen, welcher „kleiner Palast“ oder „kleine Festung/Burg“ bedeutet. Einer anderen Deutung nach bedeutet der Name al-Qusair „in der Mitte liegend“, was sich auf die Mitte zwischen asch-Schalatin und Sues beziehen soll. Nachdem der antike Hafen von Myos Hormos im 3. Jh. aufgegeben worden war, gewann Qusair besonders im 13. und 14. Jh. unter den Aiyubiden und Mamluken wieder an Bedeutung und stieg zu einem der wichtigsten Häfen für die Einschiffung von Mekka-Pilgern und den boomenden Handel mit Indien auf. Als die Osmanen Ägypten eroberten, war Alt-Qusair jedoch erneut verlassen worden, sodass die neuen Machthaber etwas weiter südlich das heutige Qusair gründeten. Den Hafen nutzte man als Ausgangspunkt der Pilgerreisen nach Mekka und während der französischen Besatzung war es ein Treffpunkt für Araber und Muslime aus dem Hedschas, um mit den Mamluken gegen die Franzosen zu kämpfen. Zudem war Neu-Qusair der einzige Hafen, in dem Kaffee aus dem Jemen importiert wurde.
1978 fand man bei Grabungen in einem im 12. und 13. Jahrhundert intensiv genutzten Hafen in al-Qusair 69 Baumwollfragmente, welche alle offensichtlich indischer Herkunft waren, da sie mit Stempeln im Reserveverfahren gefärbt worden.
Ein Oral-history Projekt der Quseir Heritage Preservation Society konnte festhalten, wie viel von Qusair al-qadim und seiner Umgebung bereits undokumentiert durch Hotelbauten zerstört worden war.

## Wirtschaft
Viele Ababdas aus dem Umland kommen hierher, um zu kaufen und verkaufen. Neben dem Tourismus, der sich aus Besuchern von südlich oder nördlich gelegenen Hotelanlagen speist (in al-Qusair selbst gibt es keine nennenswerten Unterkünfte für Touristen), besteht eine wichtige Quelle für Einkünfte im Abbau, der Aufbereitung und dem Export von Phosphat.
1916 stiegen italienische Investoren im großen Stil in das Phosphatgeschäft ein, was sich heute anscheinend wieder auszahlt, denn es kehren hauptsächlich ihre Landsleute als Touristen zurück. In der Vergangenheit war al-Qusair eine bedeutende Hafenstadt, doch mit der Fertigstellung des Sueskanals verlor sie diese Stellung nach und nach.

## Sehenswürdigkeiten

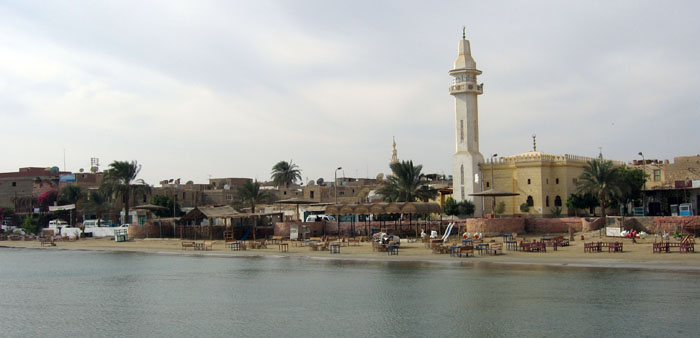
Strandpromenade

Die wichtigste Sehenswürdigkeit ist das an der Hauptdurchgangsstraße gelegene osmanische Fort Sultans Selims (16. Jh.) und sein sehenswertes Wasserreservoir. Vor 100 Jahren stellte es noch das einzige Trinkwasser der Umgebung bereit, das von Aden importiert werden musste. Die Zuteilung der Wasserrationen erfolgte durch einen behördlich bestellten Aufseher. Für ägyptische Verhältnisse kann man einen außergewöhnlich gut dokumentierten Rundgang unternehmen und erhält einen schönen Blick über die Bucht und das Städtchen von dem Beobachtungsturm.
Sehenswert sind auch die alten Moscheen al-Farran, al-Qinawi und as-Sanusi. Auch lohnt sich ein Gang entlang der Hafenpromenade mit einigen Restaurants und ihren alten Häusern. Selbst die Polizeistation hier ist ein historisches Gebäude. Vor allem in den meeresnahen Altstadtgässchen zeigt sich noch ein weitgehend unverfälschtes Bild des ägyptischen Lebens mit ortsüblichen Bäckereien, Garküchen, Obstständen und vielen alten Häusern, teilweise mit Holzvorbauten, die ein wenig an jemenitische Architektur erinnern.
Nördlich der Stadt, unter dem Gelände des Hotels Mövenpick, lag der römische Hafen. Hunderte von Amphoren und andere Keramik konnten geborgen werden, jetzt ist das Gelände durch den Hotelbau für die Nachwelt versiegelt.
Die Straßenverbindung zum Niltal wurde Rohano genannt, was „Straße der Götter“ bedeutet. An ihrer Wegstrecke wurde in altägyptischer Zeit nach Gold gegraben, Steine für Tempel und Sarkophage gebrochen. Entsprechend finden sich viele Hieroglyphen (teilweise graffitiartig) in den Felsen. Die Straße wird in naher Zukunft den Touristen als Verbindung nach Luxor geöffnet.
Immer wieder trifft man unterwegs auf schlanke konische Taubenhäuser, weniger für Haustauben gedacht, sondern zum Anlocken der wilden Tiere. Diese gelten zum einen als Delikatesse, zum anderen wird der Mist als Dünger verwendet.

## Galerie

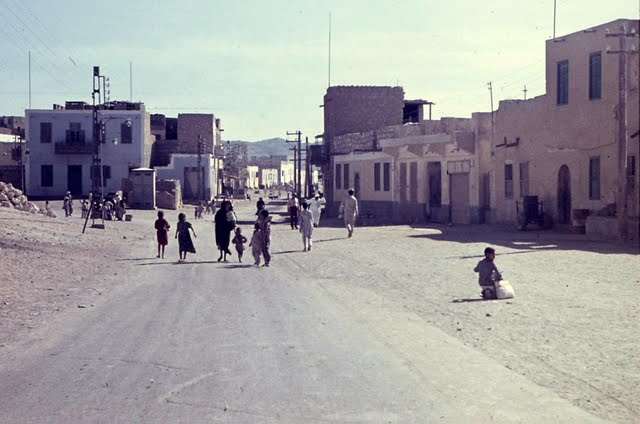
Auf den Straßen von al-Qusair
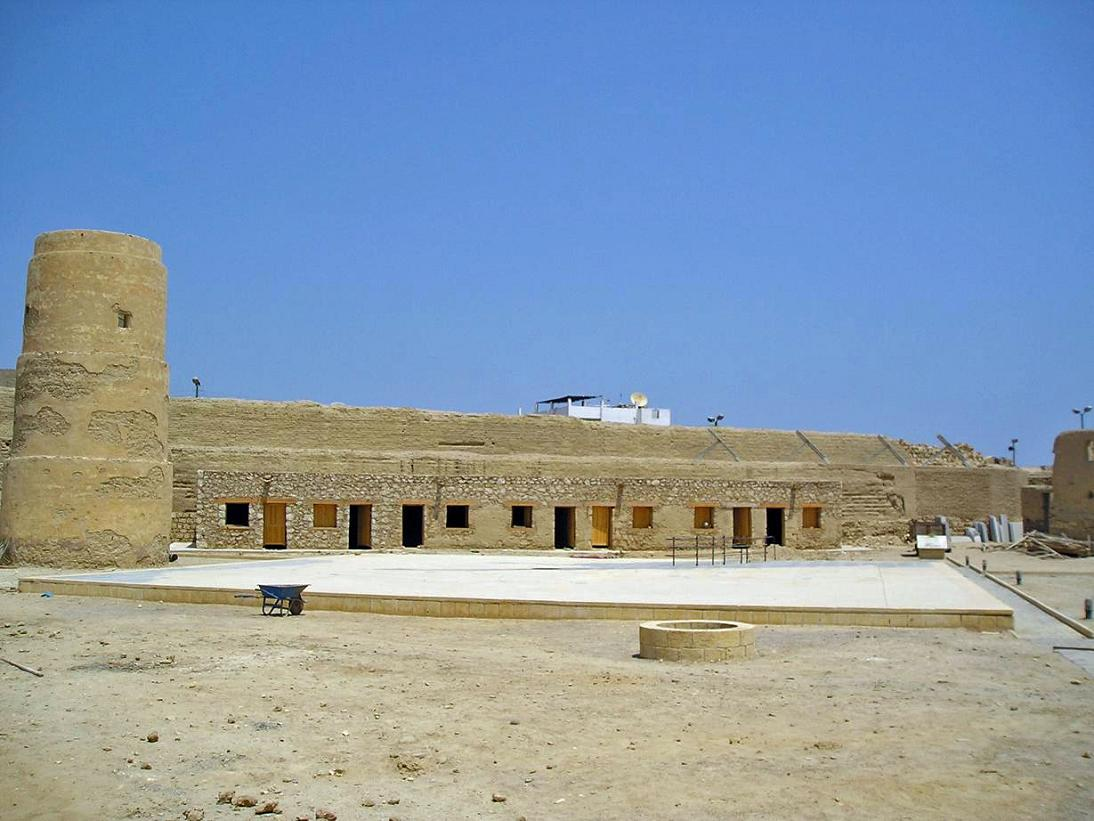
Die Festung von al-Qusair (2009)